# Esquivias
Esquivias es un municipio y localidad española de la provincia de Toledo, en la comunidad autónoma de Castilla-La Mancha. Cuenta con una población de 5832 habitantes (INE 2024).

## Toponimia
El término Esquivias podría derivarse del adjetivo «esquivo», término de origen germánico, seguramente del gótico skiuhs, con arraigo en las distintas lenguas iberorromances, cuyo significado presenta numerosos matices. Es probable que el topónimo proceda de un nombre de persona o de un adjetivo femenino para designar a las tierras donde se asentó la población. A lo largo de la historia aparece en distintos documentos como Esquibias, Esquiuias o Exquiuias.

## Geografía
El municipio se encuentra situado en un terreno algo desigual al suroeste de una colina que se prolonga al norte. Pertenece a la comarca de La Sagra y colinda con los términos municipales de Torrejón de Velasco y Valdemoro, ambos de la Comunidad de Madrid, al norte, y en la provincia de Toledo con Yeles al oeste,  Illescas más al oeste, Seseña al este, Borox al sureste, y Numancia de la Sagra al suroeste.

### Clima
De acuerdo a los datos de la tabla a continuación y a los criterios de la clasificación climática de Köppen modificada Esquivias tiene un clima de tipo Csa (templado con verano seco y caluroso).
| Parámetros climáticos promedio de Esquivias en el periodo 1961-1979 | Parámetros climáticos promedio de Esquivias en el periodo 1961-1979 | Parámetros climáticos promedio de Esquivias en el periodo 1961-1979 | Parámetros climáticos promedio de Esquivias en el periodo 1961-1979 | Parámetros climáticos promedio de Esquivias en el periodo 1961-1979 | Parámetros climáticos promedio de Esquivias en el periodo 1961-1979 | Parámetros climáticos promedio de Esquivias en el periodo 1961-1979 | Parámetros climáticos promedio de Esquivias en el periodo 1961-1979 | Parámetros climáticos promedio de Esquivias en el periodo 1961-1979 | Parámetros climáticos promedio de Esquivias en el periodo 1961-1979 | Parámetros climáticos promedio de Esquivias en el periodo 1961-1979 | Parámetros climáticos promedio de Esquivias en el periodo 1961-1979 | Parámetros climáticos promedio de Esquivias en el periodo 1961-1979 | Parámetros climáticos promedio de Esquivias en el periodo 1961-1979 |
| Mes | Ene.                                                                | Feb.                                                                | Mar.                                                                | Abr.                                                                | May.                                                                | Jun.                                                                | Jul.                                                                | Ago.                                                                | Sep.                                                                | Oct.                                                                | Nov.                                                                | Dic.                                                                | Anual                                                               |
| --- | ------------------------------------------------------------------- | ------------------------------------------------------------------- | ------------------------------------------------------------------- | ------------------------------------------------------------------- | ------------------------------------------------------------------- | ------------------------------------------------------------------- | ------------------------------------------------------------------- | ------------------------------------------------------------------- | ------------------------------------------------------------------- | ------------------------------------------------------------------- | ------------------------------------------------------------------- | ------------------------------------------------------------------- | ------------------------------------------------------------------- |
| Temp. media (°C) | 6.0                                                                 | 7.4                                                                 | 9.6                                                                 | 12.5                                                                | 16.3                                                                | 21.6                                                                | 26.6                                                                | 25.8                                                                | 22.2                                                                | 16.0                                                                | 9.7                                                                 | 6.3                                                                 | 15.0                                                                |
| Precipitación total (mm) | 47.9                                                                | 53.9                                                                | 46.2                                                                | 47.1                                                                | 42.8                                                                | 25.8                                                                | 7.7                                                                 | 7.7                                                                 | 35.7                                                                | 35.8                                                                | 73.3                                                                | 55.6                                                                | 479.4                                                               |
| Fuente: Ministerio de Agricultura, Alimentación y Medio Ambiente. Datos de precipitación para el periodo 1961-1978 y de temperatura para el periodo 1967-1979 en Esquivias |                                                                     |                                                                     |                                                                     |                                                                     |                                                                     |                                                                     |                                                                     |                                                                     |                                                                     |                                                                     |                                                                     |                                                                     |                                                                     |

## Historia

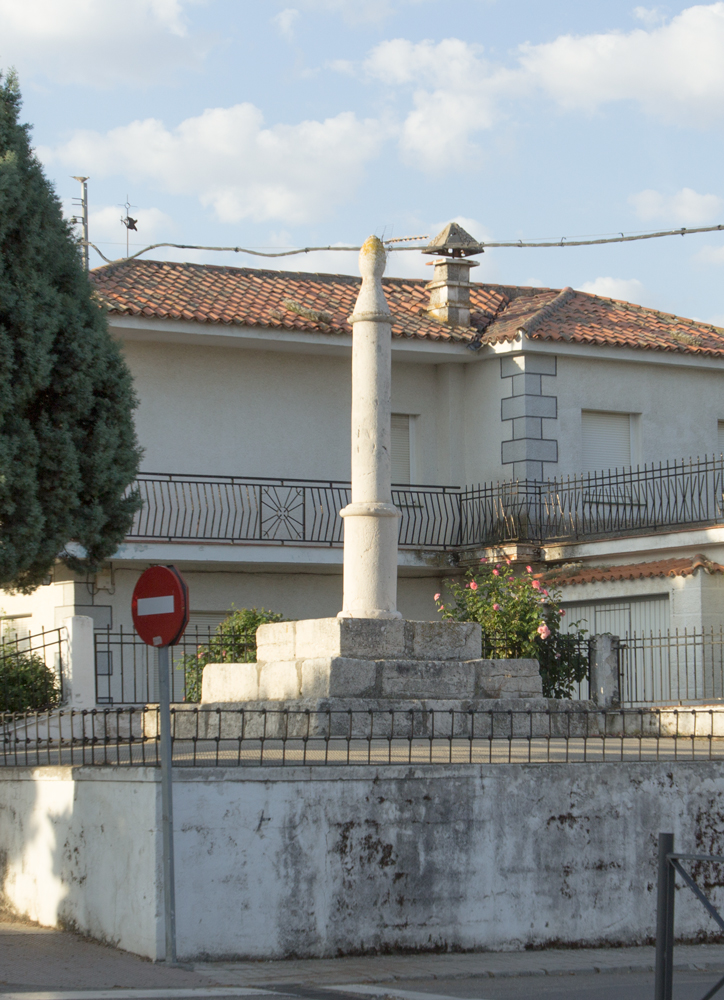
Rollo de justicia

Su fundación se pierde en el origen de los tiempos, pues se han encontrado restos de las culturas paleolítica, neolítica, céltica, romana, visigoda e islámica. Tras la reconquista de La Sagra por Alfonso VI en 1085, sería repoblada por mozárabes toledanos.
La población perteneció a los reyes de Castilla, desde Alfonso VI a Alfonso VIII quien decide donarla en 1188 a la Iglesia de Toledo. En 1218 sería confirmada esta donación por Fernando III el Santo, debiendo pagar el municipio ciertos tributos en concepto de vasallaje. En 1480 los vecinos consiguen dejar de pagar los tributos, pero no pueden librarse de su vasallaje hasta el 23 de junio de 1650.
Durante la guerra de las Comunidades en 1521, Esquivias fue el último pueblo que se rindió a las tropas de Carlos V.
Se decía que en la villa vivían gentes esforzadas y valientes, pues, "no teniendo cuanto a lo que toca a la estima de sus personas a naide por mejores que ellos y paresciéndoles, según en esta ciudad [Toledo] entre la gente de buena conversación se platica, que si el rey faltase en España que irían a Esquivias a buscar quien lo fuese".
En el censo de 1575 que manda realizar Felipe II, el municipio contaba con 250 vecinos, 37 de los cuales eran hidalgos. El 12 de diciembre de 1584 Miguel de Cervantes se casó en la iglesia parroquial con Catalina de Palacios, natural de Esquivias, en una ceremonia rápida en tiempo y forma, ya que Cervantes nunca había estado en Esquivias, posiblemente huyendo de amoríos en la villa y corte de Madrid (posible embarazo).[cita requerida] En 1768, Esquivias consigue el título de Villa Realenga.
Hacia mediados del siglo XIX la villa tenía contabilizada una población de 1395 habitantes. Aparece descrita en el séptimo volumen del Diccionario geográfico-estadístico-histórico de España y sus posesiones de Ultramar de Pascual Madoz.En la localidad nació Manuel Huerta y Portero, un pintor del siglo XIX.
Azorín sitúa en Esquivias la acción narrada en su artículo «La novia de Cervantes» (1905), incluida en su libro Los pueblos. Durante la Guerra Civil los bandos sublevado y republicano entablaron batalla en las cercanías de la población, llegando a ocupar la misma.

## Demografía
Cuenta con una población de 5832 habitantes (INE 2024).

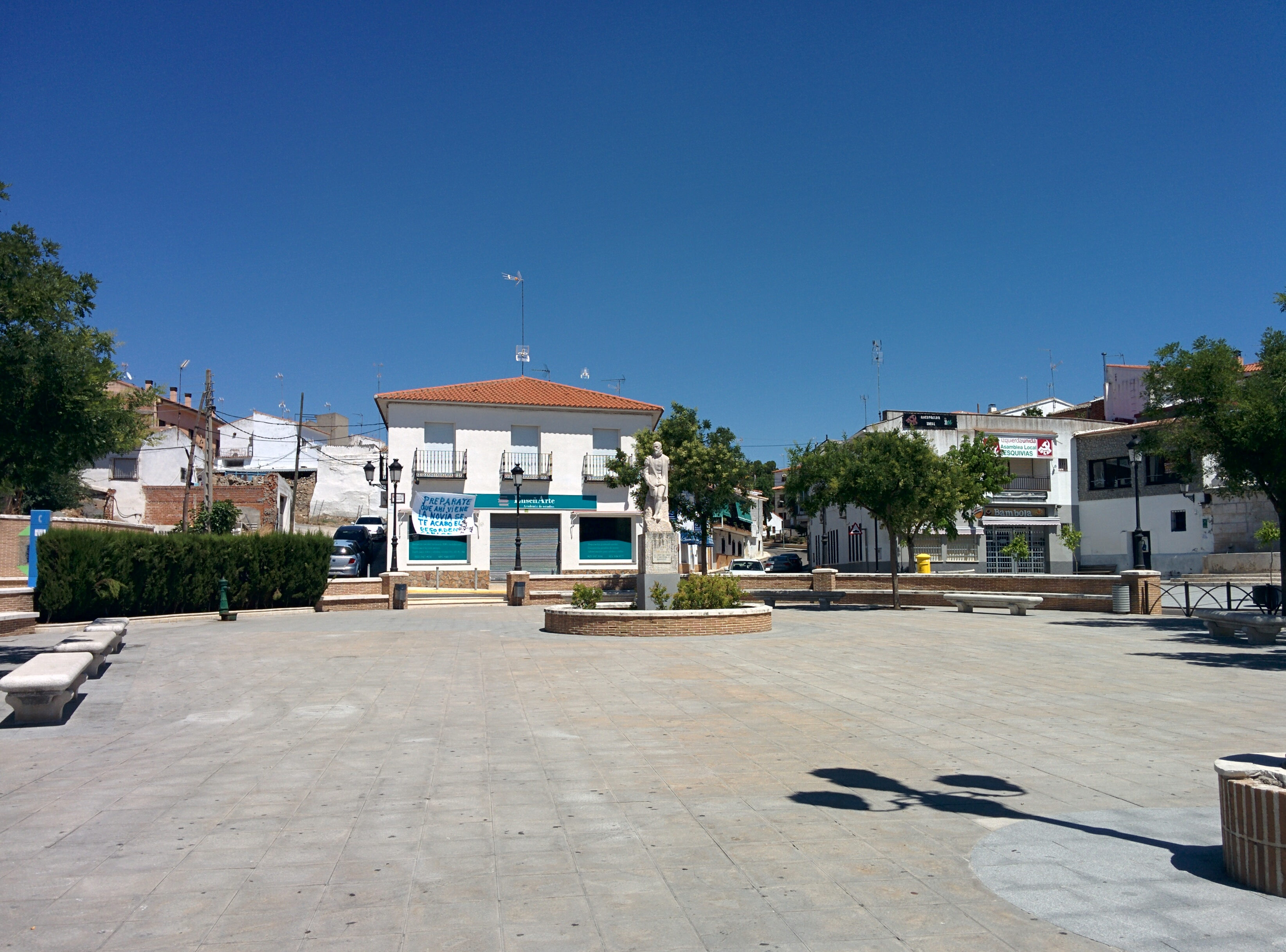
Plaza Mayor

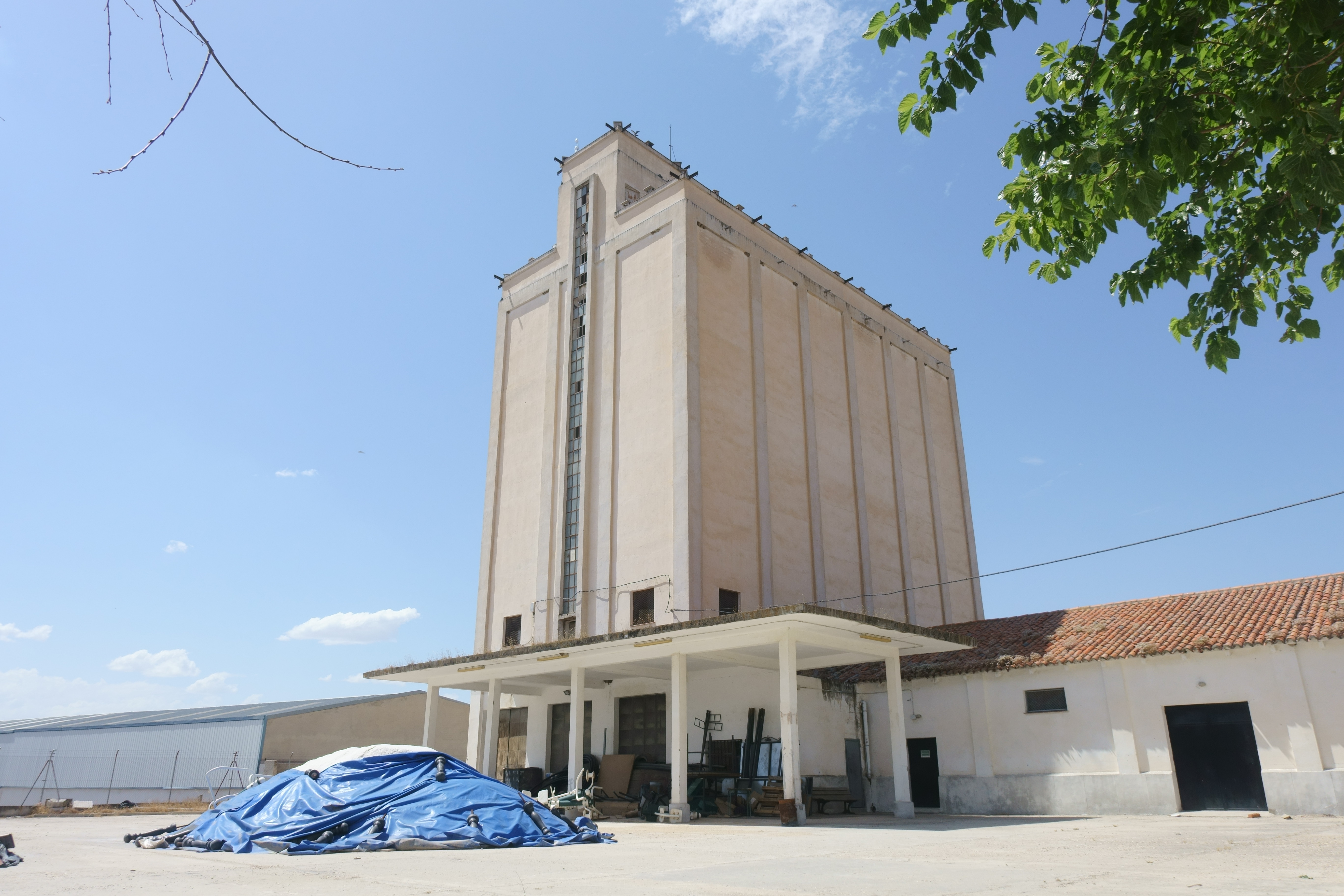
Antiguo silo de la Red Nacional de Silos y Graneros

| Gráfica de evolución demográfica de Esquivias entre 1842 y 2021                                                       |
| |
| Población de derecho según los censos de población del INE. Población de hecho según los censos de población del INE. |

## Comunicaciones
- Autovía de la Sagra (CM-41), actualmente en construcción.
- Cercanas conexiones a la A-42 (6 km) y a la A-4 (10 km).

## Símbolos
Escudo mantelado: 1º, de gules, la cruz mozárabe, de plata; 2º, de azur, pluma de ave, de oro; el mantel, de sinople, con un racimo de uvas de plata. Al timbre, corona real cerrada.

Encomendada su justifición histórica a Fernando Jiménez de Gregorio, el heraldista José Luis Ruz Márquez realizó el escudo descrito que fue aprobado por la Real Academia de la Historia en junta de 14 de noviembre de 1986.

## Administración
| Periodo   | Nombre                                                            | Partido       |
| --------- | ----------------------------------------------------------------- | ------------- |
| 1979-1983 | Millán Rojas Bargueño                                             | Independiente |

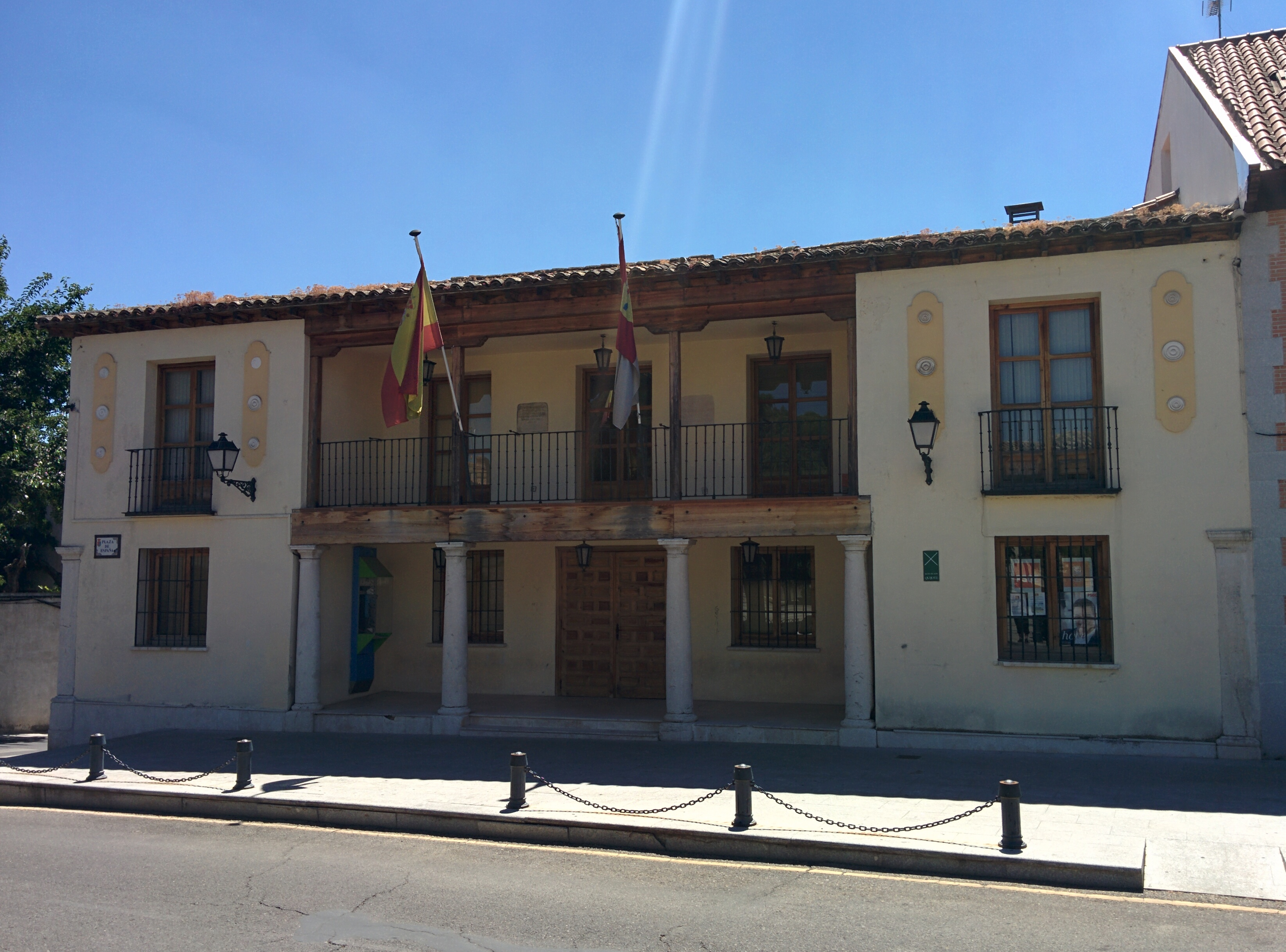
Casa consistorial

| 1983-1987 | Ramón Sixto Regidor Bonet                                         | PCE           |
| 1987-1991 | Antonio Pérez Arias                                               | PP            |
| 1991-1995 | Millán Rojas Bargueño                                             | PSOE          |
| 1995-1999 | Antonio Pérez Arias / Sabino de Diego Romero                      | PP            |
| 1999-2003 | Julio Torrejón Navarro                                            | PSOE          |
| 2003-2007 | Julio Torrejón Navarro                                            | PSOE          |
| 2007-2011 | Jesús Reyes Rodríguez Portero                                     | IU            |
| 2011-2015 | Elena Fernández de Velasco Hernández                              | PP            |
| 2015-2019 | Milagros del Barrio Pérez-Grueso                                  | IU            |
| 2019-2023 | Almudena González Pascual Milagros del Barrio Pérez-Grueso (2021) | PP IU         |
| 2023-act. | Almudena González Pascual                                         | PP            |

### Evolución de la deuda viva

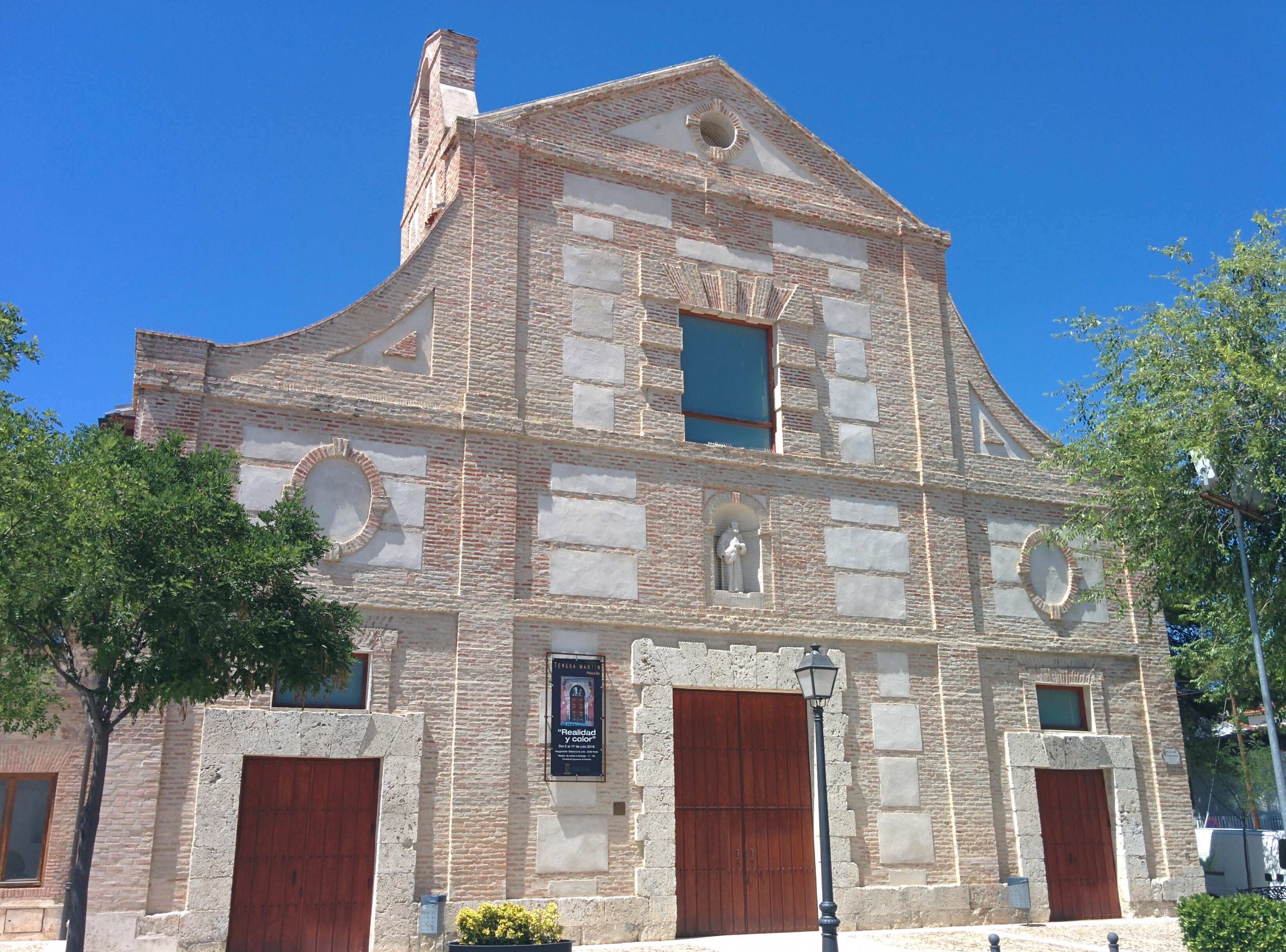
Convento de los Capuchinos

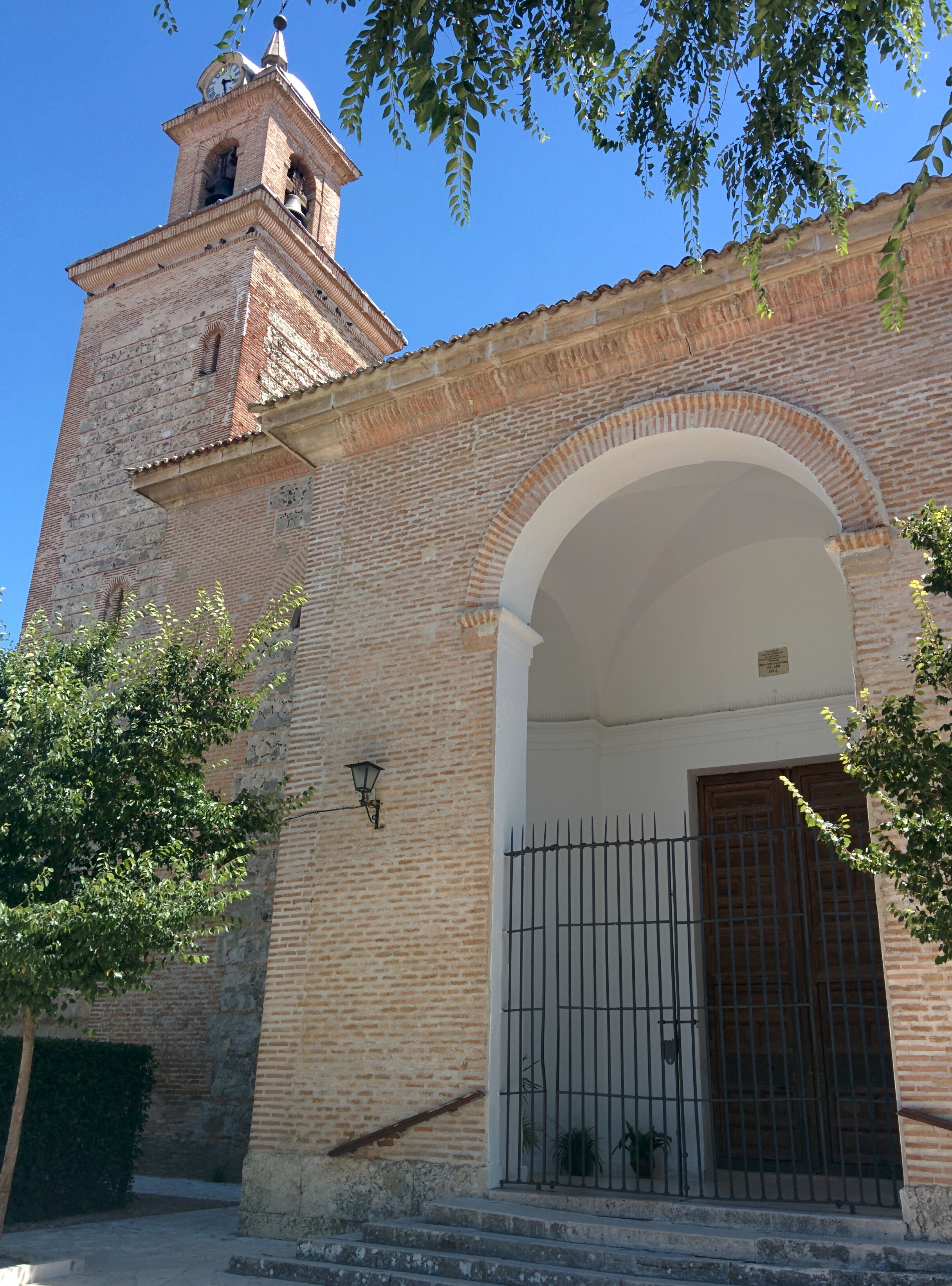
Iglesia de Nuestra Señora de la Asunción

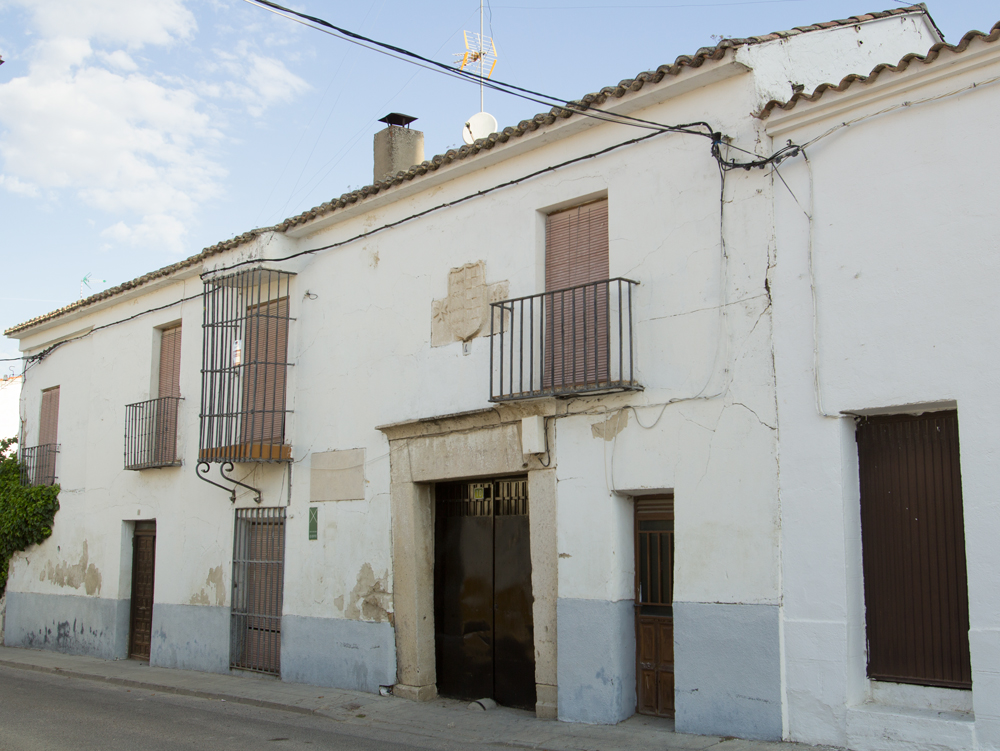
Casa de Catalina Palacios

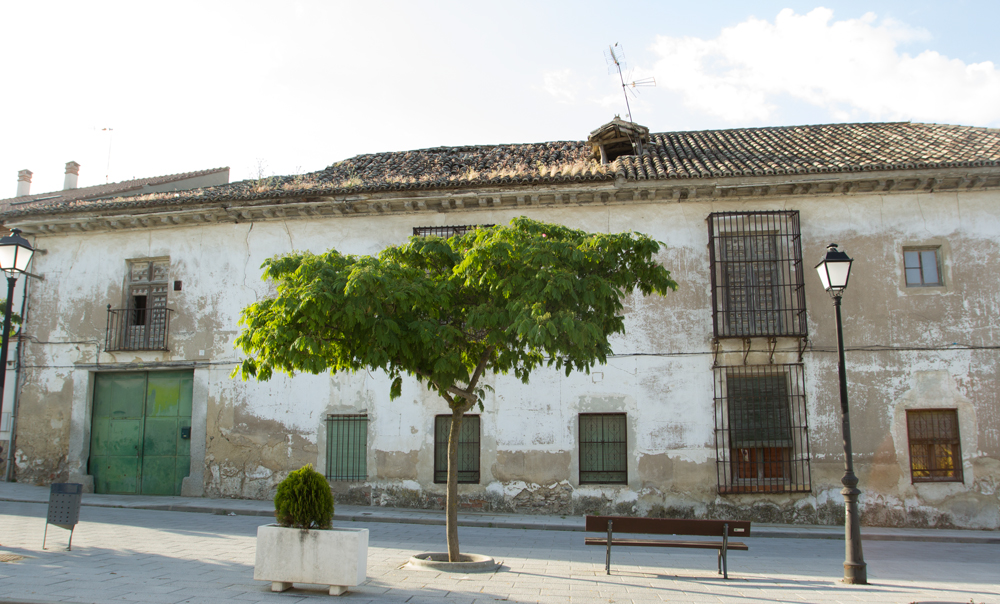
Casa de las Balconadas

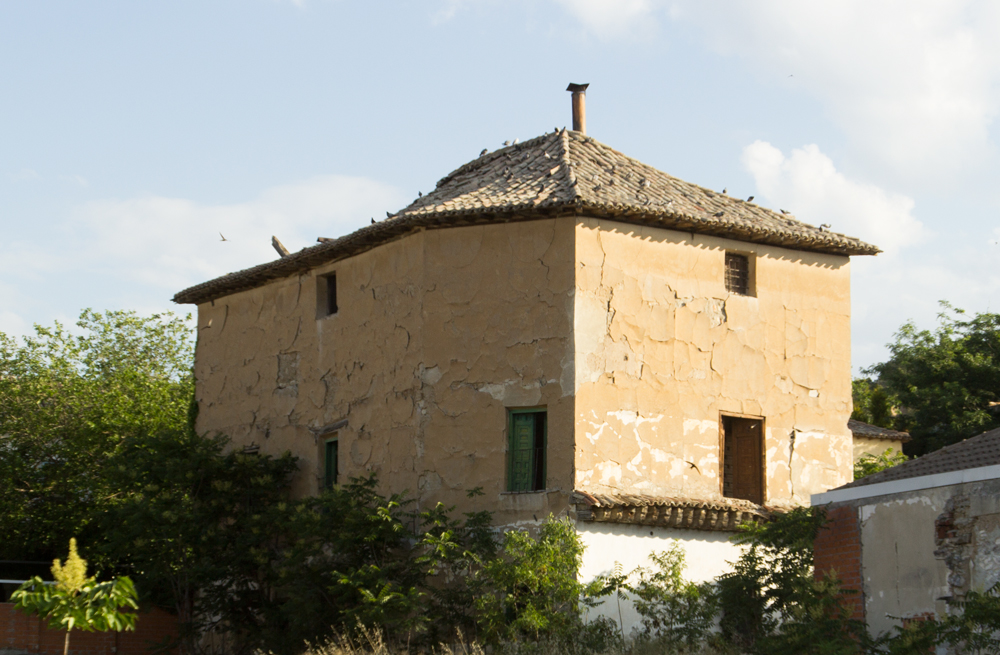
Casa del Mayorazgo

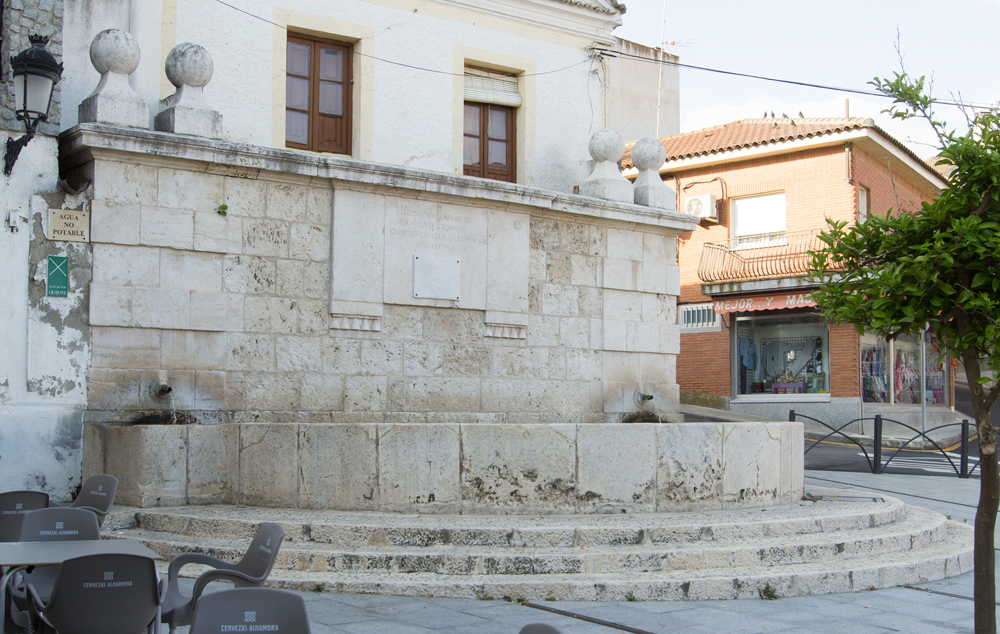
Fuente de Carlos IV

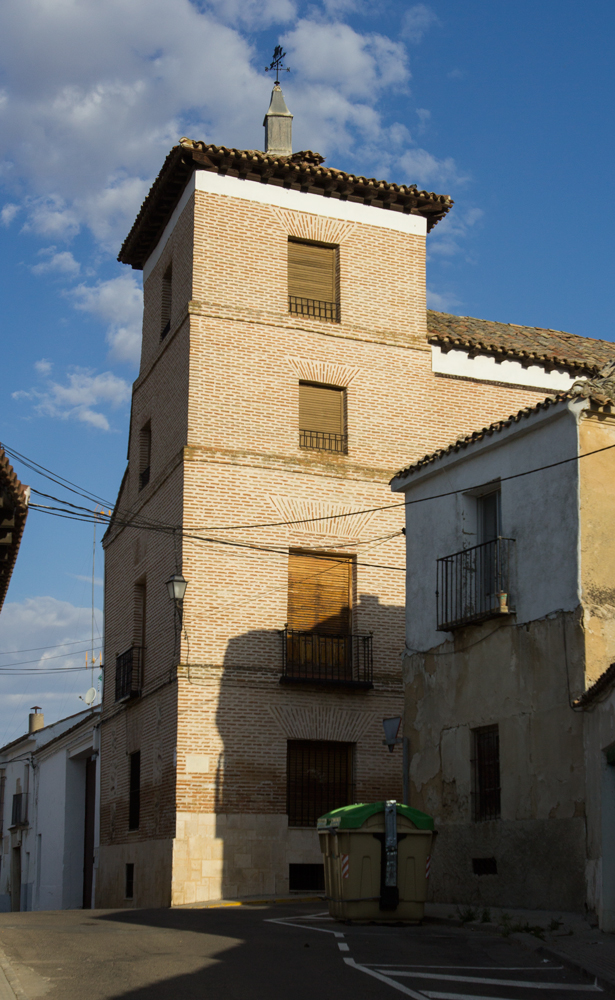
La Torrecilla

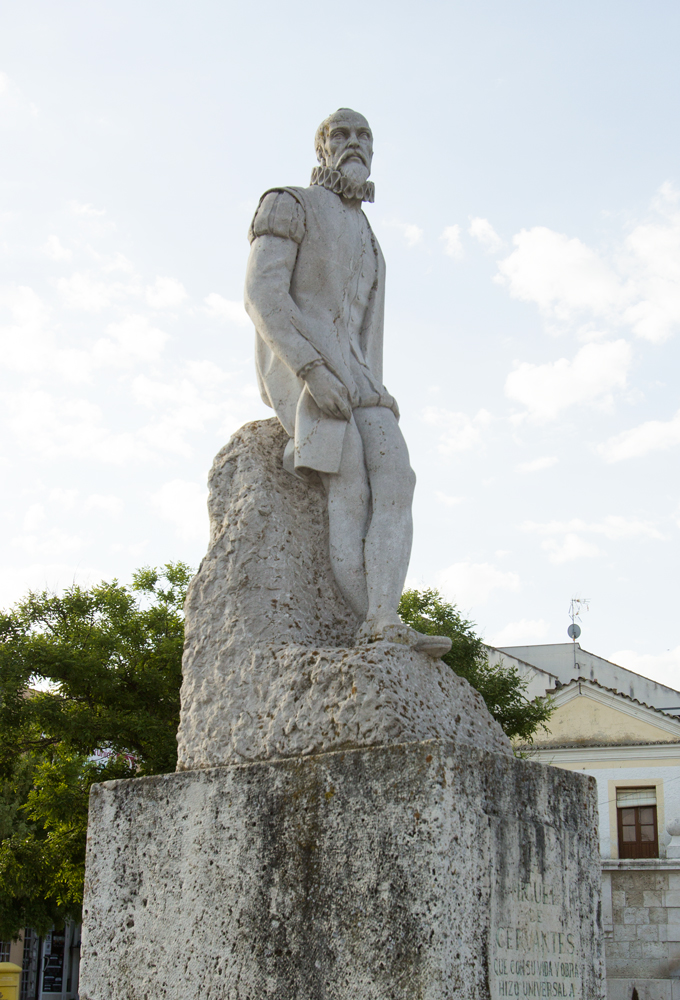
Estatua de Cervantes

El concepto de deuda viva contempla solo las deudas con cajas y bancos relativas a créditos financieros, valores de renta fija y préstamos o créditos transferidos a terceros, excluyéndose, por tanto, la deuda comercial.
| Gráfica de evolución de la deuda viva del ayuntamiento entre 2008 y 2014                             |
| |
| Deuda viva del ayuntamiento en miles de Euros según datos del Ministerio de Hacienda y Ad. Públicas. |

La deuda viva municipal por habitante en 2014 ascendía a 53,57 €.

## Patrimonio
Entre su patrimonio cabe destacar:
- Casa consistorial, de 1798
- Casa de Catalina Palacios
- Casa de Cervantes. La Casa-Museo de Cervantes no era suya, sino de un Quijada de quien ni él ni Don Quijote (se confunden algo en Esquivias) era pariente. La auténtica, identificada por el cervantista Luis Astrana Marín —de quien hay un monumento en Esquivias, frente a la casa— carece de protección. Ha sido reformada dos veces por motivos comerciales, un estudio fotográfico y una tienda, desde la foto de la casa publicada por Astrana Marín en su biografía de Cervantes.[14]
- Casa de las Balconadas
- Casa del Mayorazgo
- Convento de Capuchinos
- Ermita de San Roque
- Fuente de Carlos IV
- Iglesia de Nuestra Señora de la Asunción
- La Torrecilla
- Rollo jurisdiccional
- Estatua de Miguel de Cervantes

## Fiestas
- Fiestas patronales Virgen de la Leche: 17 de agosto a 23 de agosto
- 4 de diciembre: romería de Santa Bárbara.

## Cervantes y Esquivias

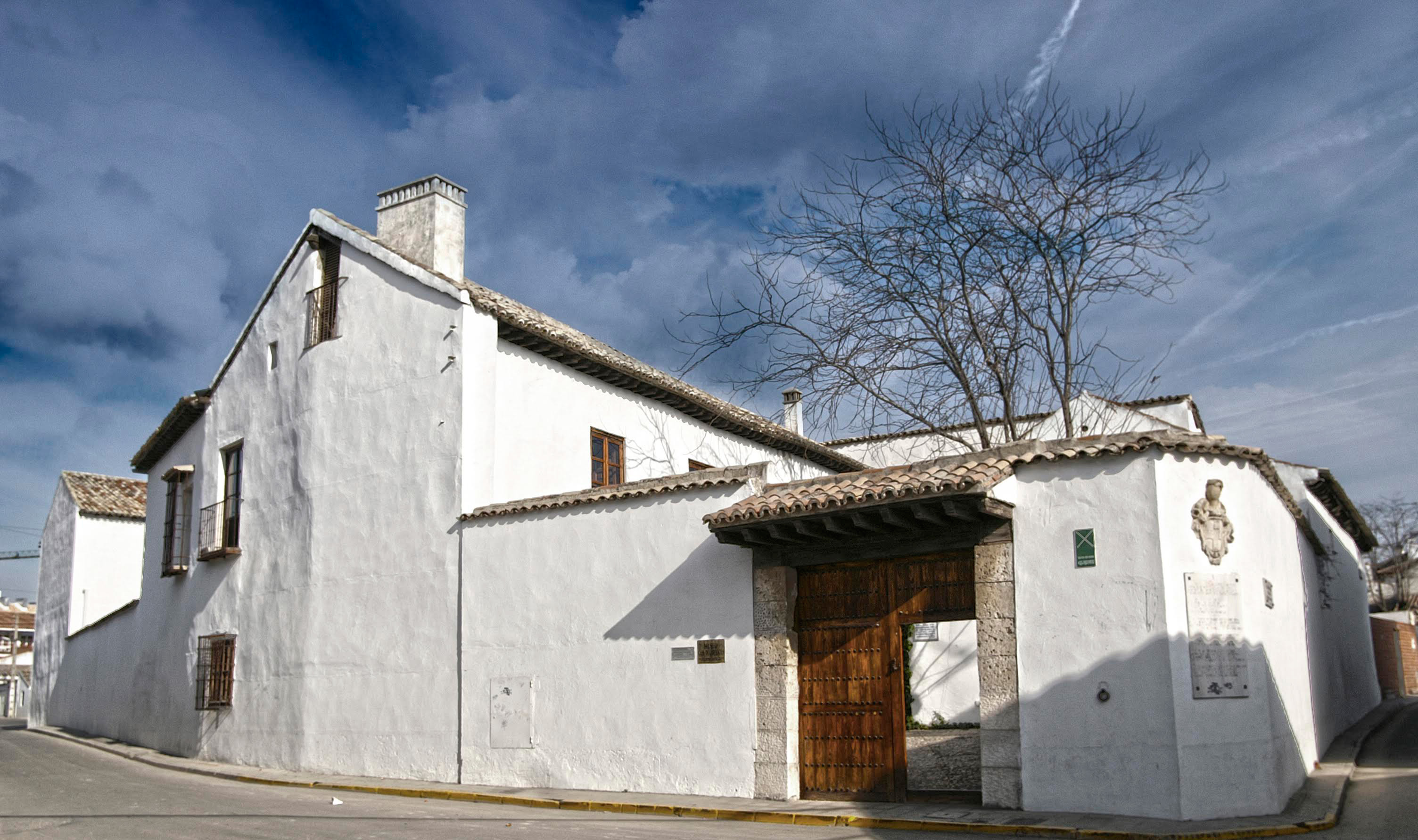
Casa de Cervantes

El escritor Miguel de Cervantes se casó en Esquivias con la esquiviana Catalina de Salazar y Palacios el 12 de diciembre de 1584. Vivió en Esquivias hasta mayo de 1587, fecha en que inició los trabajos como comisario general de abastos. Antes, el 28 de abril de 1587, Cervantes otorgó un amplio poder en favor de su esposa, que Daniel Eisenberg interpreta como un convenio de separación.